# Ernst Bosch
Pour les articles homonymes, voir Bosch.
Ernst Bosch, né le 23 mars 1834 à Krefeld et mort le 22 mars 1917 à Düsseldorf, est un peintre, dessinateur et graveur allemand et représentant de la peinture narrative à l'École de peinture de Düsseldorf.

## Biographie
Ernst Bosch naît le 23 mars 1834 à Krefeld. Fils du lithographe Jakob Bosch, originaire de Hechingen, dans le Wurtemberg, et de sa femme Wilhelmine, née Hüskes, il grandit à Wesel. Là il fréquente le lycée jusqu'à l'obtention de son diplôme de fin d'études secondaires, notamment auprès du peintre Hendik Lot, qui enseigne le dessin. Il se lie d'amitié, entre autres, avec les futurs peintres Ernst von Bernuth, Ludwig Hugo Becker et Ernst von Raven. En 1850, il devient l'élève particulier du peintre d'histoire Josef Schex (1819-1894) de Wesel, qui l'initie à la peinture à l'huile. De 1851 à 1856, il étudie à l'Académie des beaux-arts de Düsseldorf avec Karl Ferdinand Sohn (Antikensaal), dans la classe de peinture de Theodor Hildebrandt et enfin dans la classe de maître du directeur d'académie Wilhelm von Schadow. Après avoir terminé ses études, il devient membre de l'association des artistes de Düsseldorf pour le soutien et l'aide mutuels, dont il est le premier président de 1892 à 1904, de l'association artistique et de l'association d'artistes Malkasten. En 1861, il épouse Bertha Havenith, une belle-fille de son ancien professeur Josef Schex, sœur du peintre Hugo Havenith et belle-sœur du peintre Karl Joseph Litschauer. Il s'installe à Düsseldorf et habite dans la Rosenstraße 35, à côté de Litschauer (numéro 37) et de Schex (numéro 39). En 1898, le peintre Wilhelm Eckstein devient le mari de sa fille Else. En 1894, Bosch fonde les archives Malkasten. La veille de son 83e anniversaire, il meurt d'un arrêt cardiaque. Il est inhumé au cimetière nord de Düsseldorf.

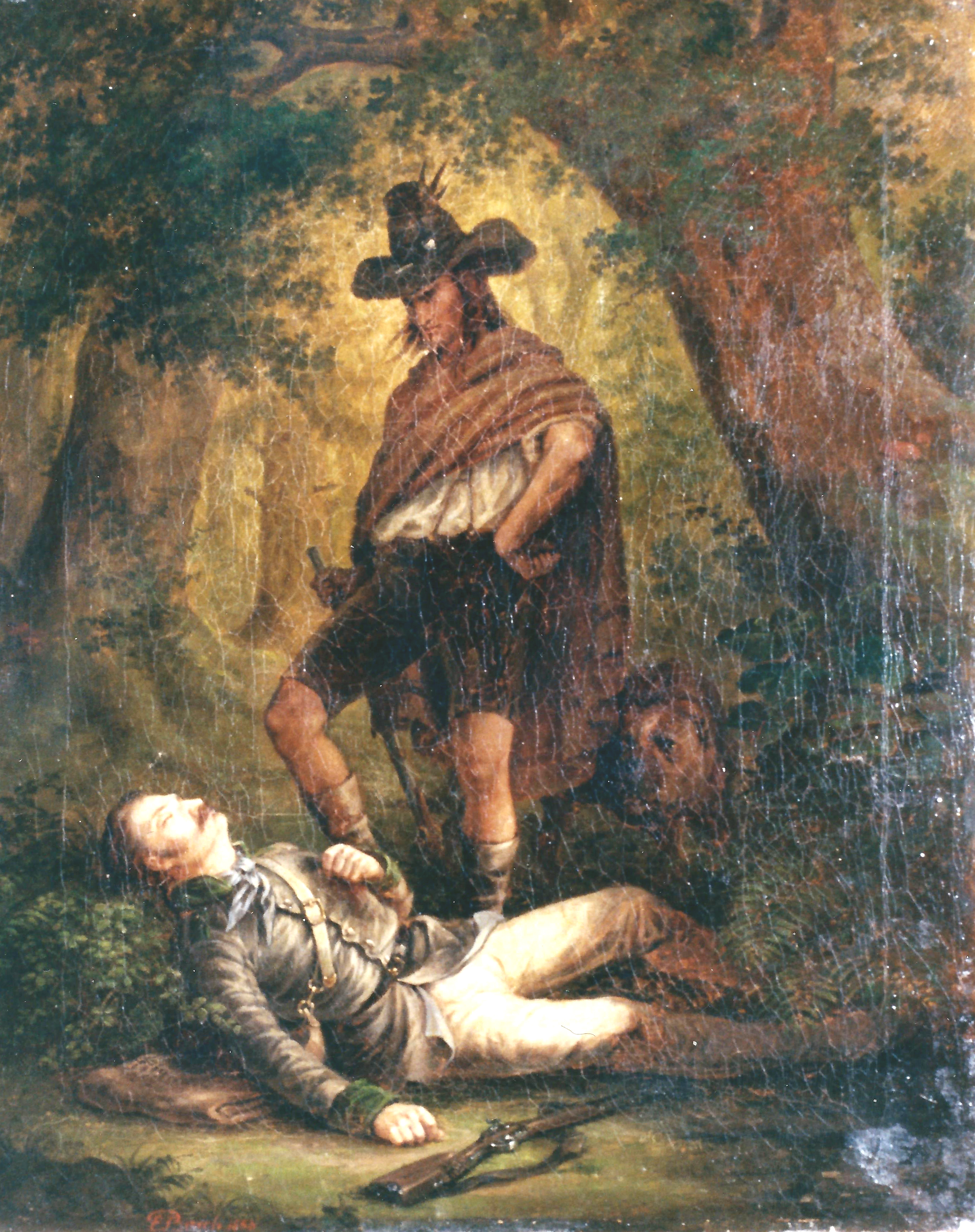
Ernst Bosch : Le forestier abattu, 1853

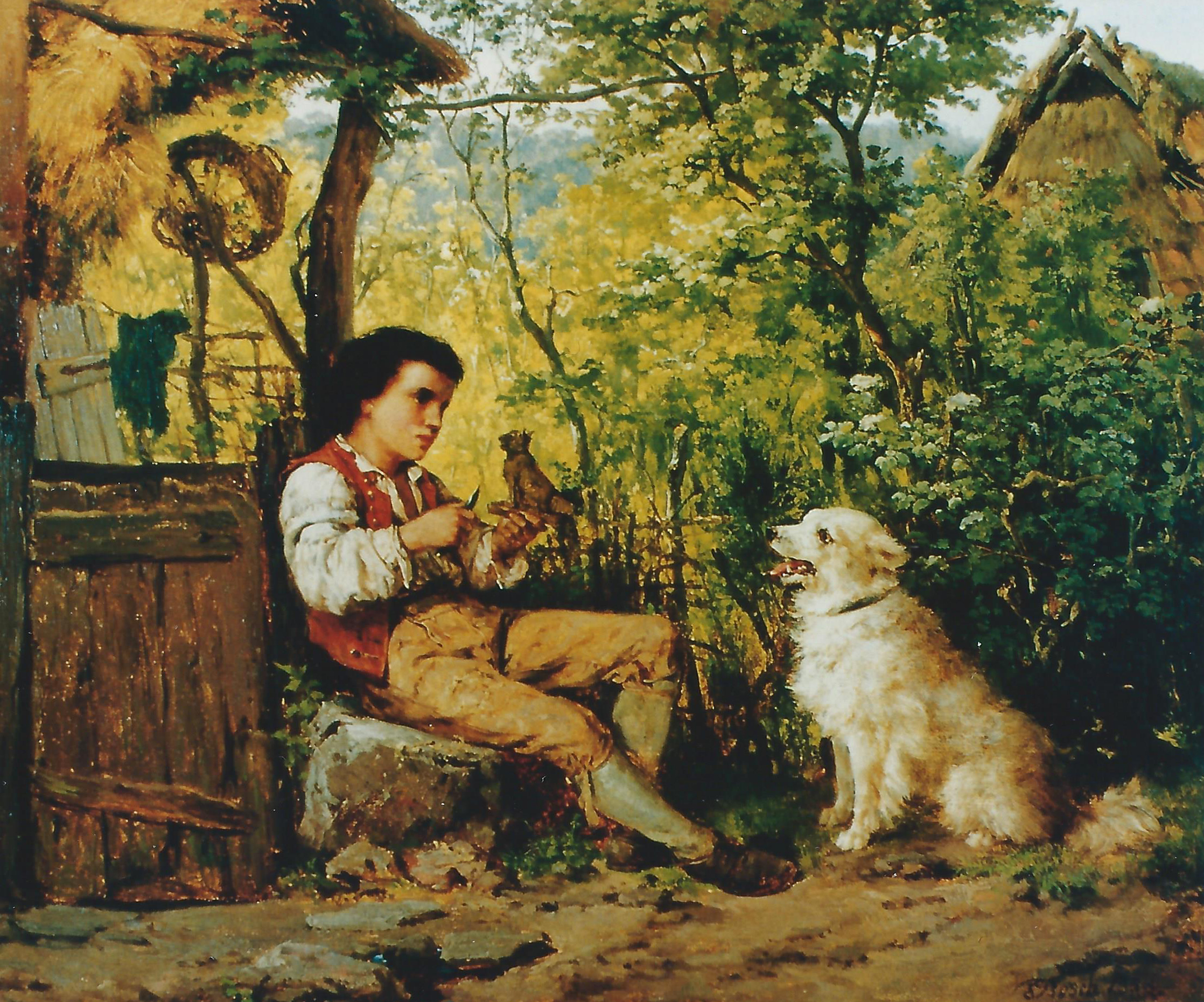
Ernst Bosch : A budding Michelangelo, 1858 (anciennement Galerie Paffrath, Düsseldorf)

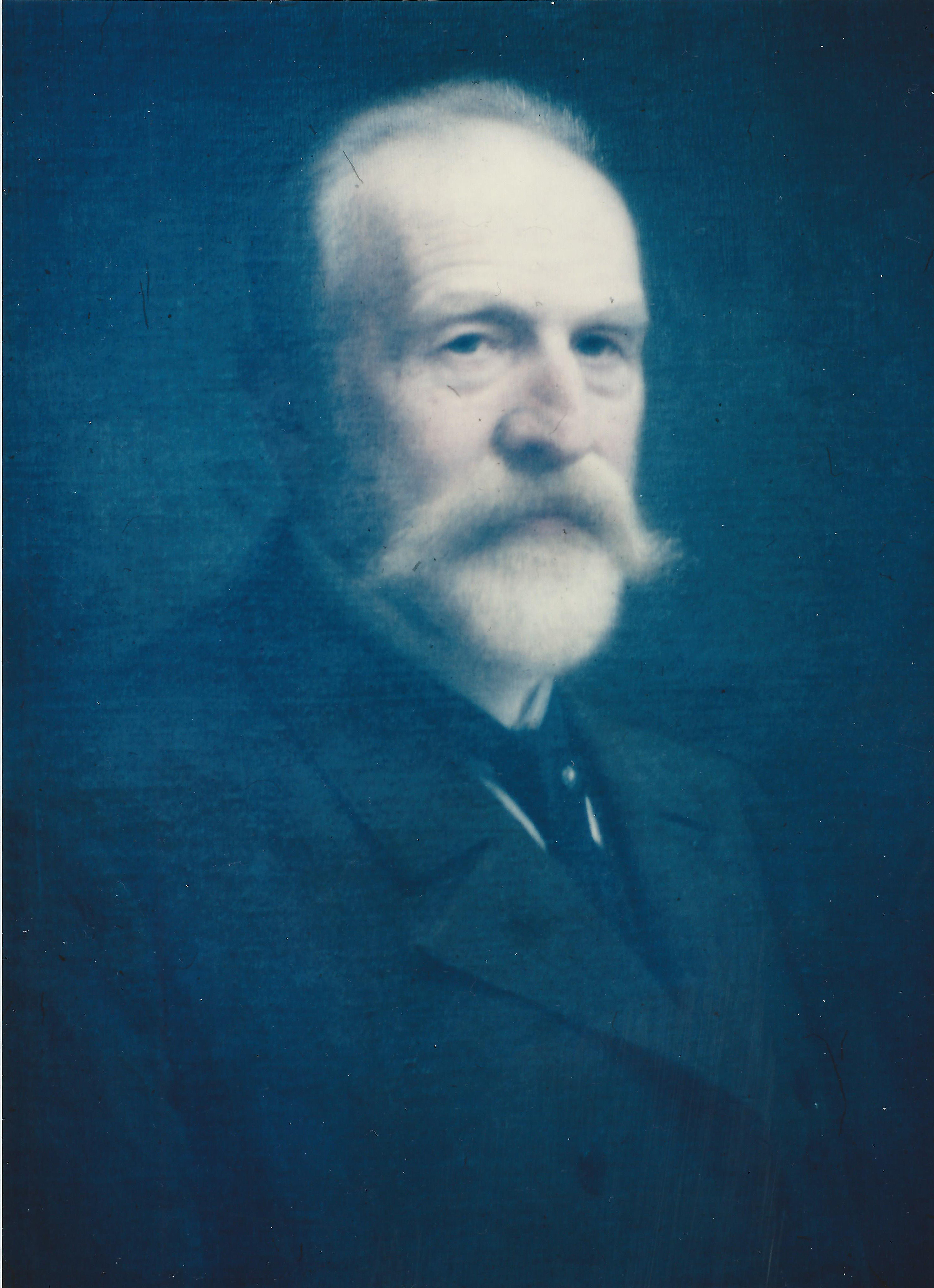
Ernst Bosch, autoportrait 1910